# Ponapea
Classification APG IV (2016)
Genre
Espèces de rang inférieur
- Ponapea hentyi (Essig) C.Lewis & Zona    (2011)
- Ponapea hosinoi Kaneh. 	(1936)
- Ponapea ledermanniana Becc.	(1924)
- Ponapea palauensis Kaneh.	(1936)

Ponapea est un genre de palmiers originaire de certaines îles du  nord-ouest de l’océan Pacifique. Le genre se compose de quatre espèces et a souvent été considéré comme faisant partie du genre Ptychosperma. Trois des espèces sont endémiques aux îles Carolines, la quatrième se trouve dans l'archipel Bismarck en Nouvelle-Bretagne.

## Classification
- Sous-famille des Arecoideae
  - Tribu des Areceae
    - Sous-tribu des Ptychospermatinae

Le genre Ponapea partage sa sous-tribu avec treize autres genres : Ptychosperma, Adonidia, Balaka, Veitchia, Carpentaria, Wodyetia, Drymophloeus, Normanbya, Brassiophoenix,  Ptychococcus,  Jailoloa, Manjekia et Wallaceodoxa.

## Liste d'espèces
Selon  World Checklist of Selected Plant Families (WCSP) (24 janvier 2021)  et Plants of the World online (POWO) (24 janvier 2021) :
- Ponapea hentyi (Essig) C.Lewis & Zona	 - Nouvelle-Bretagne
- Ponapea hosinoi  Kaneh. 			- Pohnpei
- Ponapea ledermanniana  Becc.  		 - Iles Carolines
- Ponapea palauensis  Kaneh.  		 - Palaos

## liens externes
- (en) World Checklist of Selected Plant Families (WCSP) : Ponapea  Becc. (1924)  (consulté le 24 janvier 2021)
- (en) UICN : taxon  Ponapea  (consulté le 7 janvier 2023)
- (en) The Plant List : Ponapea  (consulté le 24 janvier 2021)
- (en) Catalogue of Life : Ponapea Becc. (consulté le 8 avril 2023)
- (fr)  Référence IUCN red list for Ponapea hentyi